# Josef Košťálek
Josef Košťálek (31. srpna 1909, Kročehlavy — 21. listopadu 1971) byl český fotbalista, československý reprezentant.

## Sportovní kariéra
Fotbal začal hrát v Kročehlavech, odkud roku 1929 přestoupil do pražské Sparty, za níž nastoupil v 535 zápasech.
Byl držitel stříbrné medaile z mistrovství světa v Itálii roku 1934. Zúčastnil se i mistrovství světa ve Francii roku 1938. V reprezentaci odehrál 43 zápasů a vstřelil 2 góly. Skončil v ní předčasně kvůli okupaci. Hrával zpravidla jako pravý záložník v řadě s Krčilem a Čambalem. Později, v roce 1945 hrál v obraně. Byl houževnatý, poctivě se k zápasům připravoval a dodržoval příkladně životosprávu.
Ke konci fotbalové kariéry hrál a pak i trénoval v týmu Považské Bystrice.